# Grynex lineatus
Grynex lineatus är en skalbaggsart som beskrevs av Francis Polkinghorne Pascoe 1888. Grynex lineatus ingår i släktet Grynex och familjen långhorningar. Inga underarter finns listade i Catalogue of Life.